# Borum Stormose
Borum Stormose er en sø og mose mellem Borum og Mundelstrup i Aarhus Kommune. Søen kendes også under navnene Stormosen, Stormose eller Stormose v. Mundelstrup.
Borum Stormose omgives af skov, pil- og birkesump, rørsump og græssede enge. Skoven flankerer søen på både vest- og østsiden; Vindskov mod vest og et lille skovområde mod øst. Skoven er blandet løvskov.
Søen er dannet ved tørvegravning i 1940'erne. Området kendes også under navnet Døvmosen.

## Miljøforholdene
Borum Stormoses økologiske tilstand er vurderet til at være ringe. Søen har i gennemsnit et klorofylniveau 2 gange over målsætningen for sin type og tilstanden er forværret gennem de seneste 10-15 år. Der findes sandsynligvis ingen bundvegetation i Stormosen.